# Saint-Nazaire Atlantique Football
Le Saint-Nazaire Atlantique Football ou SNAF est un club de football français fondé en 2014 et basé à Saint-Nazaire, à la suite de la fusion du Stade nazairien et du Saint-Nazaire OS.
Le Saint-Nazaire Atlantique Football évolue depuis la saison 2022/2023 en National 3, après avoir fini 1er de son groupe de la ligue "Régional 1 Pays de la Loire" en 2022.
Le Stade Nazairien a évolué en CFA et en 3e division nationale de 1955-56 à 1956-57 puis de 1975-76 à 1976-77.

## Palmarès
- Champion de Division d'Honneur de la Ligue de l'Ouest : 19401, 1955
- Champion de Division d'Honneur de la Ligue Atlantique : 1975, 2018
- Vainqueur de la Coupe de la Ligue Atlantique : 1978 (Saint-Nazaire 3-2 Challans)

- Meilleure performance en Coupe de France : 7e tour (avant l'instauration d'un 8e tour en 1984-85)
  - 16 janvier 1977 : Saint-Nazaire (D3) – RC Fontainebleau (D2) 1-3
  - 8 janvier 1978 : Saint-Nazaire (DH) – EA Guingamp (D2) 0-1, après prolongations

1 District Anjou/Basse-Loire - SCO Angers 3-7 Saint-Nazaire (10 mars 1940 à Angers), Saint-Nazaire 7-2 SCO Angers (17 mars 1940 à Saint-Nazaire).

## Historique du Stade Nazairien

### 1908-1940: l'époque des rivalités et un titre de champion
Le grand port de la côte Atlantique a connu une longue histoire avec le football, plus souvent à marée basse qu'à marée haute. Le club est né omnisports (rugby et football) en 1908 sous le nom de Sporting Club Nazairien, alors affilié au Comité de Bretagne de Football Association. Avec la fondation en 1920 de l'Union Mean Penhoët, nouveau club omnisports proche des Chantiers de Penhoët, la ville connaîtra des duels acharnés dans les divisions de la Ligue de l'Ouest de Football Association (LOFA) entre le Sporting, Penhoët et l'Etoile. À l'époque, la Division d'Honneur est l'antichambre du professionnalisme. Le premier club de Brière à y accéder est l'US La Baule en 1933. Le Sporting, qui évolue sur le terrain de l'ancien Parc des Sports, compte déjà un Eon dans ses rangs à l'époque, le défenseur Henri Eon (père du futur international Daniel Eon). En 1938-39, le Sporting est en Promotion (Groupe D) et termine 4e à 8 points de la montée, alors que Penhoët termine 7e. Cette année-là, l'US La Baule est vice-championne de Promotion. Penhoët va compter dans ses rangs des footballeurs venus d'Europe centrale : l'Allemand Anton Raab (1938-39), pour quelques matches, puis le joueur professionnel hongrois József Ebner (1939-1942).
L'invasion de la Pologne par l'Allemagne provoque les déclarations de guerre de la Grande-Bretagne et de la France le 3 septembre 1939. Pour Saint-Nazaire, 36 000 habitants, cette guerre semble lointaine même si, le 12 septembre 1939, les premiers navires transporteurs de troupes arrivent en son port. Le football s'est arrêté, à l'exception des matches amicaux mais reprend ses droits le 3 décembre. La Division d'Honneur compte le SCO d'Angers, la St-Pierre de Nantes, Ancenis, Cholet, Basse-Indre, Penhoët, La Baule et le Sporting, partagés en deux poules de quatre équipes. Le Sporting va se qualifier pour la finale en remportant la "Section B". En ce 10 mars 1940, le Sporting Nazairien joue la première grande finale de son histoire. Son adversaire, le SCO d’Angers, emmené par les frères Combot, Bretons originaires du Léon mais vivant à Trelazé, était considéré comme favori. Pourtant, dès la 5e minute, une combinaison en profondeur entre Florimond et Parlier aboutissait sur l’avant vedette Dalido. C’est Ferrand qui finissait l’action pour St-Nazaire et ouvrait le score (0-1). Puis Parlier centre sur Dalido, bien placé (0-2). Angers ne s’en laisse pas conter et obtient un penalty à la 14e, transformé par Bergeon (1-2). Les Angevins occupent le camp des « rouges » nazairiens mais leur domination ne se concrétise pas. À la demi-heure, un long dégagement de Pléra sur Parlier permet à ce dernier de marquer pour le SCN (1-3). Angers devient extrêmement menaçant avec les frères Combot mais rien ne veut rentrer.
À la reprise, le jeu s'équilibre pendant dix minutes avant que les « rouges » n’accélèrent. Un tir sur la barre, Dalido a suivi et marque : 1-4 pour St-Nazaire. Plusieurs décisions de l'arbitre soulèvent des protestations des joueurs et des spectateurs alors que le jeu continue d’être animé. Angers obtient un corner puis, peu après, la balle parvient à Nicolas qui, des 30 mètres, marque pour Angers (2-4). Mais, une fois de plus, le Nazairien Parlier fausse compagnie à l’arrière Jonchère, centre pour Dalido, qui marque à nouveau pour St-Nazaire ! (2-5). Le nazairien Pléva arrête la balle en levant le bras dans sa surface de réparation. Bergeon signe son 2e penalty de l’après-midi pour Angers (3-5). Mais les Angevins n’arrivent pas à poser leur jeu. Le Nazairien David fonce vers le but, tire et marque (3-6). Les dernières minutes du match approchent. Dalido centre pour Parlier qui, de la tête, fait prendre de l’ampleur au score (3-7). Pour la première de son histoire, Saint-Nazaire impressionne et est à deux doigts d’un titre ! Les hommes de l’exploit sont les suivants pour le Sporting Nazairien : Manara – Le Brix, Deredec, Leduc – Pléra, Guillé, Parlier, Perraud – Dalido, David, Florimond.
Le match retour se déroule le dimanche 17 mars à Saint-Nazaire. Et Le succès du Sporting est net et sans appel. Les « noir et blanc » d’Angers étaient privés de Jean Combot, Barkowiak et Soyer, mais Saint-Nazaire jouait également sans son avant-centre Dalido et sans son arrière Manchec. Les Nazairiens se montrèrent beaucoup plus entreprenants, shootant à toute occasion. Les visiteurs, au contraire, temporisèrent trop souvent. À la mi-temps, il y avait déjà 3 à 1 pour Saint-Nazaire, qui avait marqué par son ailier gauche Florimont (1er et 3e buts) et par l'ailier droit Parlier. Quinze minutes après la pose, Angers résistait fort bien, mais bientôt Florimont marquait deux buts coup sur coup, enlevant aux visiteurs toute chance. Score final 7-2. Le Sporting Nazairien remportait ainsi le championnat de Division d'Honneur du District Anjou-Basse-Loire 1940, plus haut niveau de la Ligue de l’Ouest en l’absence de poule finale. Le premier titre de son histoire.

### 1940-1945: le football nazairien "résiste" à la guerre
La joie nazairienne sera de courte durée. La guerre reprend ses "droits". La France entraîne la Bretagne dans sa déroute et le 15 juin 1940, c'est l'arrêt des activités des chantiers navals. Le 18 juin 1940, la ville de Saint-Nazaire est toujours en état d’alerte permanent à cause des bombardiers allemands survolant régulièrement la ville et le port. Finalement, le 21 juin 1940, les troupes allemandes entrent dans Saint-Nazaire. En janvier 1941, le pouvoir allemand met en chantier la base sous-marine. En pleine seconde guerre mondiale, le Sporting retombe dans l'anonymat et n'est pas le club le plus en vue et est même parfois battu par le CS Montoir-de-Bretagne. C'est Penhoët qui tient le haut du pavé, alors même que le club méannais est contraint de partager ses installations avec la Kriegsmarine allemande depuis 1940 (lesquelles seront même visitées par l'Amiral Karl Dönitz en 1941). Le 2 mars 1941, Penhoët est finaliste de la Coupe de l'Ouest contre le SCO d'Angers (1-3, à Angers) avant de déposer sa candidature au professionnalisme, le 26 avril 1941. Celle-ci est acceptée par la FFF le 12 juin. Mais les instances fédérales ne vont finalement promouvoir qu'un seul club breton chez les « pros » pour la saison 1941-42, le Stade rennais. Sur le terrain, Mean Penhoët n'allait pas désarmer, prenant sa revanche en gagnant la Coupe de l'Ouest 1942 devant le Stade lavallois (après une victoire 6-1 sur la Phalange-d’Arvor de Quimper en demi-finale à Vannes). Le centre-ville de Saint-Nazaire est touché pour la première fois par un bombardement aérien dans la nuit du 15 au 16 février 1942, la vie devenant vite intenable pour les habitants (80 morts). Le 9 novembre 1942 intervient le tout premier bombardement américain en plein jour. Il causera la mort de 186 personnes dont 134 jeunes apprentis des chantiers de Penhoët. Le Parc des Sports figure dans la zone des bombardements.
En 1942-43, alors qu'Ebner est repassé de Penhoët au Stade rennais, les Méannais sont à deux doigts du titre de Division d'Honneur Basse-Loire-Anjou face au SCO d'Angers à nouveau, en match d'appui, après prolongations (0-1), le 11 avril 1943. Les Angevins deviendront par la suite Champion de France Amateurs 1943. Le 10 janvier 1943, Penhoët avait atteint les 8e de finale de la Coupe de France - Zone Occupée, éliminé par les Girondins de Bordeaux, 0-4 à Nantes, ce qui reste unique dans les annales du football nazairien. Déjà, en cette période de conflit mondial, le Sporting, Penhoët et les autres clubs de Loire-Inférieure avaient été séparés du reste de la Bretagne sans scrutin démocratique, à la suite du décret du 30 juin 1941, sous l'occupation allemande. En exécution des instructions du Ministère des Sports du Gouvernement de Vichy, la Ligue de l'Ouest avait en effet été scindée en deux Comités (Bretagne et Anjou) lors des saisons 1942-43 et 1943-44. De surcroît, à l'époque, c'est l'enfer à Saint-Nazaire : une cinquantaine de bombardements meurtriers anéantissent la ville à 80 %, dont celui de la nuit du 28 février au 1er mars 1943.
La presque totalité des 36 000 Nazairiens évacuera la ville, rendue invivable, le 16 mars, vers le reste de la Bretagne et l'ouest de la France. La ville n'est plus qu'un immense champ de ruines au milieu duquel se dresse, intacte, la silhouette massive de la base sous-marine. Comme à Brest et Lorient, il ne peut alors plus être question de football à Saint-Nazaire. Dès 1940, les courts de tennis du Sporting de La Baule avaient été transformés en terrain de football par les autorités militaires allemandes. C'est là que les clubs nazairiens furent contraints de s'exiler en novembre 1942 pour jouer leurs matchs « à domicile », cohabitant avec l'US La Baule. Le 26 juillet 1943, le tout nouveau FC Nantes est officiellement admis en Division d'Honneur par le bureau du comité directeur d'Anjou, au détriment de Penhoët, les Méannais faisant appel et obtenant finalement leur qualification. Avant-dernier de cette Division d'Honneur 1943-44, Penhoët n'est alors plus l'une des équipes les plus en vue du football breton. Quant aux quelques footballeurs conscrits dans l'armée allemande et basés dans cette région du sud de la Bretagne, ils se consolent aussi en participant aux Jeux Olympiques de la Kriegsmarine, au Sporting de La Baule, lors de l'été 1943.
```
Le championnat de CFA 1943-1944 sera remporté par l'US Servannaise de Saint-Malo avec 28 points, avec comme second le FC Nantes 24, 3
e
 le SCO d'Angers 24, 4
e
 l'AS brestoise 23, 5
e
 le Stade quimpérois 18, 6
e
 le Stade rennais 18, 7
e
 le VS Chartrain 16, 8
e
 la TA de Rennes 11, 9
e
 le CA Penhoët de Saint-Nazaire 10 points et 10
e
 et dernier l'US du Mans avec 4 points
[
7
]
.
```

Alors que les forces militaires allemandes sont boutées hors de Bretagne durant le mois d'août 1944 (à l'exception des poches de Lorient et Saint-Nazaire), la LOFA est recomposée en novembre 1944 avec la formation d'un Conseil intérimaire. Le 1er décembre, elle informe que "[...] le championnat commencera début janvier [1945]". À la fin de cette saison 1943-1944, il est quasi impossible de jouer au football dans la ville "martyre" de Brest et on n'y joue plus à Saint-Nazaire, toujours sous domination allemande (jusqu'au 11 mai 1945). C’est le 7 janvier 1945, avec près de six mois de retard, que se déroule la première journée de championnat de Division d'Honneur, qualificative pour le nouveau Championnat de France amateur. Le championnat de Basse-Loire-Anjou va se limiter à un duel entre le FC Nantes (renforcé par le jeune Méannais Edmond Le Maître) et le SCO d'Angers. C'est justement sur un but marqué par Le Maître que le FC Nantes battra le SCO d'Angers pour être champion de Division d'Honneur, le 27 mai 1945. Penhoët accompagnera les deux équipes en CFA ! Une double confrontation avec le Champion de Bretagne, la TA de Rennes, verra le FC Nantes être sacré Champion de l’Ouest de Division d'Honneur.

### 1945-1967: champion de l'Ouest
La guerre terminée, Saint-Nazaire, en pleine reconstruction, est l'une des villes les plus sportives de France des années 1950. Influencé par l'hygiénisme social des années 1930, qui voyait dans le sport un moyen d'émancipation de la classe ouvrière, François Blancho, maire de la ville de 1925 à 1941 puis de 1945 à 1968, investit beaucoup dans la pratique et les infrastructures sportives. En football, le Sporting va progressivement prendre le dessus. À la faveur d'une réorganisation de la Division d'Honneur de la Ligue de l'Ouest, il accède enfin à celle-ci. Penhoët l'y accompagne la même année. En 1951, Penhoët perd Yves Toupel (19 ans), qui signe professionnel au Stade rennais. Entre 1951-52 et 1956-57, le Sporting sera à son zénith. Il est vice-champion de Division d'Honneur de la Ligue de l'Ouest en 1951-52 et 1953-54, troisième en 1952-53. Après avoir abandonné le titre et l'accession pour un point à la réserve du FC Nantes en 1954, il devient champion de l'Ouest en 1955, avec cinq points d'avance sur le Stade Pontivyen, et accède au Championnat de France Amateur (CFA). Avec trois défaites seulement et +29 de différence de buts, le Sporting a survolé la DH Ouest. Cette accession est historique pour le football nazairien. Son ailier Jean Louradour ne verra pas la première année de CFA, cédant quant à lui aux avances du Stade rennais avant de revenir dès la saison suivante.
Le Sporting révèle alors un formidable talent en la personne de Daniel Eon, Nazairien et Breton d'origine. Premier au Concours du Jeune Footballeur en tant que minime sous les couleurs du club, meilleur jeune footballeur de l'Ouest comme cadet, il rejoint le FC Nantes, alors en Division 2. Il a 17 ans, nous sommes en 1956. Daniel Eon sera double champion de France avec Nantes et aurait dû disputer la Coupe du monde 1966 sans une blessure absurde. Le Sporting termine 8e sur 13 pour sa première saison en CFA en 1955-56 mais ne se maintient que pour un point. La deuxième année, en 1956-57, trahi par son attaque (la plus faible attaque du groupe) pourtant renforcée de Louradour, le Sporting doit retourner en DH, là aussi pour un point. Le SCO d'Angers a pourtant remarqué le talent du gardien de but mayennais du Sporting, Robert Devis, et le fait signer en 1957. La descente aux enfers continuera la saison suivante (1957-58), cette fois vers la DSR : cinq victoires seulement, avant-dernier à huit points du premier non-relégable, avant-dernière attaque et défense du groupe de DH. Malgré la porosité de sa défense, le Sporting voit là encore partir son gardien de but chez les professionnels du Stade rennais, l'Angevin Yves Audigane, à la fin de cette même saison.
Étonnamment donc, les années 1950 voient le Sporting laisser partir trois gardiens de but vers le monde du football professionnel en trois ans. En 1956, un certain Bernard Blanchet vient du Croisic étudier au Lycée Jean Brossaud à Saint-Nazaire. C'est l'année où il signe au Stade Croisicais. Lors de rencontres scolaires, les dirigeants nazairiens ne tardent pas à cerner chez lui de réelles qualités. Très vite ils lui proposent de signer au Sporting. Mais le père de Bernard ne veut pas de cette contrainte, de 30 kilomètres supplémentaires chaque week-end, et celui que l'on appellera plus tard "Blaouette" reste au Croisic où il connaitra aussi les sélections de jeunes de la Ligue de l'Ouest. À 16 ans, surclassé en seniors, Bernard Blanchet ne s'imagine pourtant pas professionnel au FC Nantes. "Je me voyais plutôt ajusteur aux chantiers de l'Atlantique, et jouer à Saint-Nazaire, car il y avait de bonnes équipes de jeunes. En championnat, si je me souviens bien, c'était un peu la guerre avec Nantes." La traversée du désert du Sporting durera six saisons, de 1957 à 1963, et il faudra attendre 1963-64 pour le revoir à nouveau en DH de la Ligue de l'Ouest. Blanchet signe chez les professionnels du FC Nantes en 1962 et des talents issus de Penhoët font de même durant la période des années 1960-80 : Roger Pohon et Joël Audiger, toujours au FC Nantes, puis Richard Grosvalet pour Rennes en 1977. Un certain Jean-Marc Guillou, Breton comme Daniel Eon, s'était éveillé au football, au Sporting, dès 1958. "J'ai eu la chance d'avoir un frère plus âgé de quatre ans. J'ai donc attrapé le virus du ballon quatre ans plus tôt que la moyenne. Mais je ne me contentais pas des nombreuses parties disputées dans la rue. Seul, je m'étais créé un univers de foot[ball] dans lequel je passais plus de temps que celui consacré à toutes mes autres activités."
"Je vivais avec ma famille à Couëron, à quinze kilomètres de Nantes, [qui] était considéré comme une pépinière. […] J'ai commencé à jouer à onze ans avec les cadets de Paimbœuf. J'avais toujours des matches personnels contre mon frère. Quand je suis devenu cadet, j'ai joué en Promotion d'Honneur. C'est marrant, un jour nous avons joué contre Saint-Nazaire. C'est Guessoum [ancien joueur professionnel du FC Nantes] qui entraînait l'équipe. Il se souvenait de moi quand je jouais avec les autres gosses à Couëron. Par la suite, je suis parti à Saint-Nazaire non pas pour jouer au football [uniquement] mais parce que j'avais le C.A.P. et que je pouvais passer le B.E.T." A Saint-Nazaire, Guillou s'inspire du modèle de technicité footballistique qu'est Saïd "Albert" Guessoum. "Sa technique m'a beaucoup frappé : la balle lui collait aux pieds. J'ai essayé de l'imiter..." Des joueurs amateurs, qui eurent l'occasion de l'affronter quand il jouait sous les couleurs de Saint-Nazaire, affirment que déjà Guillou était un de ces footballeurs rarissimes auxquels "on ne prend pas la balle". Pourtant, au début de la saison 1964-65, les techniciens du FC Nantes, lors d'un stage de détection au sein même du club canaris, ne jugent pas bon de le retenir. Jean-Marc Guillou fut cependant fort recommandé, en particulier par deux orfèvres en la matière, le Breton d'Angers Le Gall et son ami Lagadec, du FC Lorient. En octobre 1964, à la suite d'une rencontre SC Nazairien v. SCO d'Angers Amateurs, le dirigeant du SCO d'Angers Auguste Berthon obtient la signature de Jean-Marc Guillou, lequel est sur le point de fêter ses 19 ans, après que son père, gendarme de profession, n'a donné son accord pour cette signature. "Tout gosse, je rêvais de devenir footballeur professionnel. J'y pensais même tellement que j'avais acquis la certitude que j'y parviendrai." Guillou débutera avec l'équipe professionnelle en 1966-67 et ira jusqu'à disputer la Coupe du monde, en 1978. Fin 1964-65, c'est une nouvelle rechute en DSR pour le Sporting et la remontée dès 1965-66 pour les Nazairiens. C'est en cette année 1965 que la section football du Sporting s'émancipe sous l'appellation de Atlantic Club Nazairien, tout en conservant les couleurs rouge et noir du Sporting. Le football nazairien approche alors de son nouveau zénith, de ces années 1970 qui seront à nouveau marquées par d'intenses derbies entre l'ACN et Penhoët.

### 1967-1983: Le rendez-vous manqué du professionnalisme, champion de l'Atlantique puis le déclin
En 1967, le conflit des ouvriers "mensuels", débuté le 1er mars aux Chantiers de l’Atlantique, va progressivement prendre de l’ampleur après que le patronat aura décidé le lock-out. Le conflit va s’étendre aux ouvriers "horaires" et toucher de nombreuses autres entreprises de Bretagne sud : Sud-Aviation, Forges de l’ouest, etc. Il ne se terminera que le 3 mai. Le 27 avril, toute la population de Saint-Nazaire s'était mobilisée pour manifester sa solidarité aux grévistes. Les commerçants fermèrent leur boutique, les agences locales de crédits suspendirent les traites de ceux qui avaient des dettes, les paysans livrèrent des vivres, les pêcheurs donnèrent des tonnes de poissons, des millions de francs furent collectés... Dans ces conditions, il n'est plus question pour l'ACN de demander le statut professionnel, comme envisagé. Le FC Nantes aurait soutenu sa candidature, fournissant quelques joueurs à la nouvelle équipe, comme le Stade rennais pour le néo-pro FC Lorient. Pour Saint-Nazaire, c'était le moment ou jamais : La Ligue professionnelle était inquiète sur le sort de six clubs et non des moindres (Cherbourg abandonnera, Toulouse et le Red Star fusionneront). C'est pour essayer de leur trouver d'éventuels remplaçants valables que la Ligue avait contacté Brest et Lorient. Lens, Lille, Chaumont, Montpellier et Béziers abandonneront le statut pro. en 1969. Le train du professionnalisme vient de passer à Saint-Nazaire pour la deuxième fois en 25 ans. Il ne repassera plus.
Penhoët et l'ACN, coupés par décret d'État du reste du football breton en 1967 (comme tous les autres clubs de la Loire-Atlantique), sont maintenant en DH de la Ligue Atlantique. En 1969, le Stade Léo-Lagrange est sur le point d'être achevé. La même année, celle du jumelage entre Saint-Nazaire et Sarrelouis, les deux associations du Sport Verein 1909 de Fraulautern et de l'UM Penhoët décident de se jumeler. En 1970-71, Penhoët est à six points de la montée et effectue sa meilleure saison depuis les années 1940. Renforcé par l'attaquant Patrick Weber, en provenance de Montluçon (Ligue 2), l'ACN ne monte pas en 1971-72. Leaders lors de l'avant dernière journée, les Nazairiens ne peuvent faire que match nul face à Ancenis et son gardien Daniel Eon pendant que le FC Yonnais bat Châteaubriant. Les Vendéens montent à la différence de buts particulière ! Saint-Nazaire voit la montée s'envoler également en 1972-73, quand il doit laisser Challans remonter en 3e division pour deux petits points (Penhoët est 4e, Donges 5e). Deux défaites de plus que Challans, dont l'une à domicile contre un Châteaubriant pourtant bon dernier, empêcheront l'accession de l'ACN en Division 3. Challans ne sera pas plus brillant mais préservera sa pelouse inviolée, même si l'ACN finira meilleure attaque (47 buts, 10 de plus que Challans) en compagnie de Donges, équipe redoutable sur sa pelouse, qui y battra notamment l'ACN (3-2), mais plus timorée à l'extérieur. Derrière, dans un championnat très disputé, Saumur, Penhoët et Donges se tiendront dans un mouchoir de poche, Ancenis étant le trouble-fête de la saison, accrochant à la fois Challans et l'ACN sur leur terrain. En 1973-74, la même "misère" se reproduit pour les Nazairiens : Ancenis, toujours avec Daniel Eon, monte pour trois points... Penhoët finissant troisième à quatre points de l'ACN. Les Méannais se mettront en évidence en Coupe de France, éliminés au 6e tour avec les honneurs face aux professionnels du FC Lorient (0-1 au stade du Moustoir).
L'année suivante, en 1974-75, alors qu'Ancenis sombre en 3e division, l'ACN rafle enfin la mise en devenant Champion de Division d'Honneur Atlantique sous la houlette de Maurice Blondel. Mais La Chaume (Les Sables-d'Olonne) ne finira qu'à deux points des nazairiens, Saumur s'accrochant aux deux équipes une bonne partie de la saison. Le championnat sera une fois de plus très disputé. Les performances de l'ACN seront régulières même si une défaite 0-3 à Léo-Lagrange contre Pouzauges et une autre à Cholet auraient pu faire s'écrouler toutes ses ambitions de montée. Car si l'ACN ne perdit que deux fois sur toute la saison, La Chaume ne s'inclinera qu'à trois reprises : Le tournant de la saison sera alors la victoire de l'ACN à La Chaume sur le score sans appel de 5-3, après un match acharné, tout comme la victoire de l'ACN à Saumur (1-2). Si souvent chahutée sur un plan local, l'ACN ira s'imposer à Donges (0-4) et surtout, enfin, à Penhoët (2-3), tout en faisant de même à domicile. C'est Le Croisic qui conduira la "fronde" locale, venant "chahuter" l'ACN à Léo-Lagrange pour n'y perdre que 4-3 et forcer un partage des points sur ses terres. Penhoët finira 9e à 16 points, le RC Donges sera relégué en DSR, après quatre saisons de DH.
L'ACN en 3e division semble être à son vrai niveau pour une ville comme Saint-Nazaire. L'objectif premier est de s'y maintenir. Le 7 septembre 1975, c'est le grand jour, le premier match, à Concarneau. Et Saint-Nazaire perd 6-0... L'ACN se reprend pour la "première" à Léo-Lagrande en battant 3-1 Le Havre, mais la saison sera longue. Jamais l'ACN n'arrivera à enchaîner deux bons résultats. Cette première saison (1975-76) frise le désastre et l'ACN n'évite le retour en DH qu'en étant repêché pour sa meilleure moyenne de spectateurs des clubs classés... 14e (sur 16) des six groupes de 3e division. Le 2 mai, au lieu d'assurer au moins cette maigre et salvatrice 14e place, l'ACN se fait étriller à Léo-Lagrange (0-4) par la réserve du SCO d'Angers alors que son rival d'infortune, Dieppe, s'impose 3-0 face au Havre. Les Normands sont revenus à deux points. Les Nazairiens se rassurent alors comme ils peuvent, notamment en se remémorant leur victoire 4-0 le 22 février 1976 sur Dieppe à Léo-Lagrange et qui les ferait gagner la "bataille" du goal average particulier (match nul 0-0 à l'aller à Dieppe). En parvenant, le 16 mai 1976, à maintenir ses deux points d'avance sur les Normands grâce à un match nul 2-2 à Penmarc'h alors que Dieppe tient Angers en échec sur le même score en Anjou, Saint-Nazaire pousse un immense "ouf" de soulagement. Les matches Saint-Nazaire 2-2 Concarneau et ASPTT Caen 1-2 Dieppe de la dernière journée n'y changeront rien. Un point séparera finalement les deux équipes. Saint-Nazaire aura arraché son maintien avec pour meilleur buteur cette saison-là le Quimpérois Jean-Pierre Hemon, arrière central ! Pourtant, Saint-Nazaire est une terre de football : le stade Léo-Lagrange accueillera cette saison-là le match de 32e de finale de Coupe de France entre Bordeaux et Lorient (3-2 après prolongations), le 31 janvier 1976, devant 4 617 spectateurs.
Pour l'ACN, la deuxième saison (1976-77), toujours avec l'ex-pro Patrice Mayet comme entraîneur, sera sans quartier pour une équipe trop irrégulière. L'ACN ne gagnera que deux fois à domicile (contre Guingamp et St-Brieuc) et trois fois à l'extérieur (à Berné, Cholet et Guingamp), malgré ses ex-pros De Michele, Eon, Fievet et Watteau. À 36 ans, Gaby De Michele sera le meilleur nazairien de la saison mais, seul, ne pourra sauver le navire nazairien. Curieusement, Saint-Nazaire sera la seule équipe du Groupe à vaincre Guingamp à deux reprises (3-2 le 12 septembre 1976 à Saint-Nazaire et 2-0 le 23 janvier 1977 à Guingamp), les guingampais montant pourtant en 2e division à l'issue de la saison. Malgré le renfort, en janvier 1977, du défenseur argentin Eduardo Bargas (frère de l'international Hugo Bargas), le remplacement de Patrice Mayet par Edmond Le Maître au poste d'entraîneur (St-Brieuc 2-0 St-Nazaire, 23 mars 1977) à six journées de la fin, l'ACN ne sortira jamais de la zone rouge, ne gagnant que deux points sur douze... Le 15 mai 1977 et le dernier match de la saison, St-Nazaire 0-1 Concarneau, c'est le retour officiel en DH. La même saison, Penhoët est relégué en DSR.

### 1983-2007: l'anonymat
Néanmoins, en 1977-78, la volonté de remonter est grande. En Coupe de France, l'ACN frôle les 32e de finale, battu devant 4 000 spectateurs sur ses terres, 1-0 par Guingamp, après prolongations. L'AC Nazairien passe à sept points d'un retour en 3e division (Saumur est champion) mais s'empare d'un "cadeau providentiel", accédant à la toute nouvelle 4e division nationale à la fin de la saison 1977-78. La première année (1978-79) à ce niveau sera belle, l'ACN terminant 3e, sans pour autant tutoyer une accession confisquée par l'US Montagnarde et l'AS brestoise (battue tout de même 3-2 au stade Léo Lagrange). En 1980-81, Saint-Nazaire sera l'une des rares équipes à vaincre Rennes (1-0), futur champion de France de 4e division, mais son record de matches nuls et la stérilité de son attaque, bien que compensée par une défense de fer (la 2e de France à ce niveau cette saison-là !), lui enlèveront tout espoir de montée. La cinquième saison (1982-83) de l'ACN à ce niveau lui sera fatale. Le petit point qui lui avait permis de se maintenir auparavant allait là lui manquer cruellement. Maigre consolation : La Réserve du Stade brestois, bien que promue en fin de saison, mordit la poussière (1-0) à Léo Lagrange. Alors que l'ACN quitte pour longtemps le niveau national, Penhoët est de nouveau relégué en DSR, après quatre saisons consécutives de DH.
L'ACN reprit alors son bâton de pèlerin en DH en 1983-84, tombant même en DSR à la fin de la saison 1984-85. Pour remonter en DH, l'ACN recrute Bernard Blanchet, 41 ans, comme entraîneur-joueur en 1985, celui qui aurait pu devenir nazairien trente ans plus tôt. Dans un premier temps, Blanchet imposa ses qualités de professionnel et su créer un meilleur esprit dans l'équipe. Les résultats positifs se succédèrent en 1986-87 en DSR et l'ACN ne tomba cette saison-là qu'au 7e tour de la Coupe de France face au Stade quimpérois (2e division) au stade Léo Lagrange. « Le tirage au sort nous avait proposé Quimper, l'équipe du jeune... Serge Le Dizet (22 ans). Mon libero s'était blessé et je l'avais remplacé tant bien que mal malgré une condition physique approximative. Cela ne s'était pas trop mal passé. » explique encore aujourd'hui Bernard Blanchet. En fin de saison, Saint-Nazaire retrouve la Division d'Honneur. En 1987-88, l'ACN joue à nouveau un 7e tour de Coupe de France à Léo-Lagrange contre le FC Lorient, alors en Ligue 2. Les Nazairiens pousseront les Van Straelen, Marx, Le Garrec et Le Roux (anciens et futurs joueurs de Ligue 1) jusqu'en prolongations, où ils s'inclineront 0-2 devant 4 500 spectateurs.
Malgré l'ambition de l'équipe du président Le Leslé, aucune remontée en 4e puis 3e division nationale ne fut au rendez-vous ensuite. Car au terme de la saison 1988-89, bien qu'ayant terminé 8e, l'ACN est rétrogradé administrativement en DSR pour raisons financières et descendra même en DRH. Les amateurs de football nazairiens en viennent alors à se demander si le SNOS, un autre club omnisports de la ville, ne va pas rattraper voire doubler le "vieil" ACN en compagnie de Penhoët. D'autres envisagèrent même une voire plusieurs improbables fusions. Bloqué à l'étage inférieur, l'ACN est dépassé par Penhoët de manière éphémère. Car, ironie du sort, ce dernier est remonté en DH en cette même saison 1988-89, mais redescendra dès la saison suivante pour ne plus jamais y revenir. Si l'ACN fait pitié, le stade municipal fait par contre envie. "Saint-Nazaire, théâtre de Laval-Angers [32e de finale de Coupe de France 1984] possède un très moderne stade Léo-Lagrange de dix mille places, l'un des plus beaux que nous connaissions au plan stade "régional" [..] stade très fonctionnel et un bon terrain." Plus de 4 000 personnes s'étaient pressées pour assister à cette rencontre. Dans un autre registre de qualité, c'est dans un autre club nazairien, le SNOS, que Stéphane Pédron débutera avant de connaître une tardive mais superbe carrière professionnelle, jouant des matches européens mais aussi avec la Bretagne.
À défaut de remontée, l'ACN change d'appellation en 1991 pour devenir le Saint-Nazaire Presqu'île FC. En mars 2002, le club change une troisième fois de nom pour s'appeler le Saint-Nazaire Football Club. Comptant autrefois parmi les équipes figurant au 3e voire du 4e niveau du football français, Saint-Nazaire n'occupe plus que le 7e… Arrive Stéphane Mahé en 2003 en provenance d'Écosse, comme entraîneur-joueur, et le tout Saint-Nazaire veut croire qu'avec cet enfant du pays, originaire de Trignac, vainqueur de la Coupe des Coupes 1996 avec le Paris SG, Saint-Nazaire va retrouver l'ambition. Contrat de cinq ans en poche, Mahé a pour objectif de rebâtir la maison nazairienne. Fin 2005-06, c'est enfin la remontée en DH. L'impossible semble à nouveau possible. Las. Saint-Nazaire n'a pas les moyens de ses ambitions. Économiquement et sportivement, c'est la rechute fin 2006-07. Le 7 décembre 2006, le président du Saint-Nazaire FC demande au Tribunal de Grande Instance de Saint-Nazaire l’ouverture d’une procédure de redressement judiciaire. Le club se met donc en cessation de paiement, affichant un passif insurmontable d'environ 70 000 euros. Le responsable de ce déficit est le train de vie du SNFC et notamment le montant du salaire versé à son entraîneur. Stéphane Mahé est licencié, l'affaire se poursuit alors en février 2007 devant le tribunal des prud'hommes. Les juges condamnent alors le SNFC à payer les arriérés de salaires de l'entraîneur, soit un peu plus de 18 000 euros, après que Stéphane Mahé eut notamment révélé avoir perçu une partie de son salaire en liquide « pour arranger les dirigeants ». La saison 2006-07 se terminera par une nouvelle lourde chute en DSR pour le SNFC.
Dès lors, une nouvelle équipe dirigeante se met en place derrière son président Dominique Fillaud et concrétise une première fois son action en déclarant à la Sous-préfecture de Saint-Nazaire, le 13 juin 2007, une nouvelle association intitulée Stade Nazairien. Néanmoins, l'action des nouveaux dirigeants, qui espèrent purement et simplement une liquidation immédiate du Saint-Nazaire FC pour pouvoir repartir, va se trouver gravement bloquée. En effet, le 15 juin 2007, le tribunal de grande instance de Saint-Nazaire repousse sa décision de liquider le Saint-Nazaire FC, pour se donner le temps de vérifier la régularité de la gestion de l'ancienne équipe dirigeante. Ce nouveau délai ne satisfait pas non plus les techniciens du nouveau Stade, qui ne peut donc pas préparer la prochaine saison et craignent l'exode de nombreux joueurs qui ne voudront pas rester indéfiniment dans l'attente, alors que les démissions pour 2007-08 s'achèvent le 30 juin 2007. Les clubs voisins de La Chapelle-des-Marais et La Baule sont à l'affût de bonnes affaires et ont à ce moment-là déjà fait leur marché à Saint-Nazaire, et on craint qu'ils ne soient imités. En coulisses, on n'ose croire dans les cercles footballistiques nazairiens que le vieux club ait finalement été touché à mort.

### Aujourd'hui
Heureusement, après la crainte voire l'angoisse viendra le soulagement et la délivrance pour la nouvelle équipe. Car le Conseil Fédéral de la FFF voit juste, le 22 juin 2007, au sujet de la nouvelle entité et décide de prendre les mesures suivantes : « Considérant l’intérêt sportif que représente pour le football régional le maintien d’un club dans cette ville, et prenant en compte le souci de préserver l’avenir sportif de tous les jeunes licenciés à Saint-Nazaire, le Conseil Fédéral a décidé que (1) la Ligue Régionale a compétence pour déterminer les conditions dans lesquelles le nouveau club est autorisé à participer aux compétitions de la saison 2007/2008, en rappelant les dispositions de l’article 234 susvisé qui prévoient que « lorsqu’un club fait l’objet d’un jugement d’ouverture de redressement judiciaire, il est procédé pour la saison et au minimum, à sa rétrogradation sportive dans la division immédiatement inférieure à celle pour laquelle il aurait été sportivement qualifié », (2) les joueurs du Saint-Nazaire FC sont qualifiables pour le Stade Nazairien, (3) la période de mutation (démission et signature) est repoussée jusqu’au 3 août 2007, pour ceux qui ne souhaitent pas rester dans la nouvelle association. » La FFF « rappelle enfin les dispositions de l’article 235 des Règlements Généraux qui précisent que « le Président dont le club a fait l’objet, pendant l’exercice de sa présidence, d’un jugement de redressement ou de liquidation judiciaire, ne pourra, à partir de la date de cessation de sa fonction dans ce club, et pendant une durée de cinq années, être membre du Comité Directeur de tout autre club affilié », et qui s’appliquent à M. Philippe Lamboul. » La seule perte enregistrée n'est que symbolique, bien qu'attristante : le vieux numéro d'affiliation à la FFF datant de l'époque du Sporting, le 500195, doit être abandonné, le Saint-Nazaire FC n'étant pas encore liquidé le 22 juin. Officiellement, les activités du Stade Nazairien commenceront le 1er juillet 2007.
Le vendredi 17 août 2007, le TGI de Saint-Nazaire rend finalement son jugement : la liquidation judiciaire du Saint-Nazaire Football Club. Les licenciés appartiennent désormais au Stade nazairien, section Féminines comprise. Le terrain reprend ses droits. La pelouse synthétique du parc des sports de Saint-Nazaire redevient le lieu d'entraînement de joueurs passionnés, où fusent blagues et éclats de rire. L'ambiance tendue de 2006-07 et les menaces de disparition du club sont oubliés. Les joueurs ont l'impression de « revivre ». Le plus gros club de football de Saint-Nazaire en termes d'adhérents (450 licenciés, toutes catégories confondue) a donc changé de nom et de dynamique. Le SNFC, relégué en 2006-07 en DH, mais aussi administrativement d'un échelon supplémentaire, laisse la place au Stade Nazairien, qui a obtenu de la Ligue Atlantique de football la possibilité de reprendre la compétition à la place du club disparu. Le Stade Nazairien évolue donc en Division d'Honneur Régionale (DHR). Un bon nombre de joueurs de l'équipe première partirent mais, et là fut la bonne surprise et l'espoir, ils furent largement remplacés en nombre. Car le Stade Nazairien recomposa un effectif très étoffé, très jeune, issu de l'équipe des 18 ans du club, ce qu'apprécia le nouvel entraîneur, l'ancien joueur nazairien Christophe Guyader, de retour du Croisic à l'intersaison. Réputé pour sa rigueur et son sens du contact, Guyader ne tarda pas à relancer la machine nazairienne sur de bonnes bases. Pour Claude Freret, ancien secrétaire du club, mémoire vivante du football nazairien, la passion restait intacte : Il signait sa 43e licence consécutive en 2007.
C'est cette même passion qui doit porter la renaissance du football à Saint-Nazaire. Mais quel projet le Stade Nazairien va-t-il proposer aux amoureux du football à moyen et long terme ? Il faudra une volonté de fer pour unir des forces sportives, politiques et économiques si souvent négatives par le passé, pour que la sixième agglomération de Bretagne (derrière Nantes, Rennes, Brest, Lorient et Saint-Brieuc) ait enfin l'équipe qu'elle mérite depuis si longtemps, entre le CFA et la Ligue 2. Le Stade Nazairien doit donc forcer son destin en repartant de DHR (Groupe A) où il y a indirectement retrouvé un autre club déchu, son ancien rival du RC Ancenis. Donc, en 2007-08, Saint-Nazaire ne rêve plus : c'est peut-être ainsi que s'amorcera le début de sa véritable ascension. Alors, pour (déjà) préparer 2008-09, le club organisa, entre les 26 et 29 février 2008, des journées de détection pour étoffer ses équipes régionales et départementales 18 ans, 15 ans et 13 ans. Premier pas vers la stabilité, le maintien en DRH est obtenu le 20 avril après une belle victoire devant La Chapelle-sur-Erdre, ce qui faisait dire à l'entraîneur Christophe Guyader. « L'objectif du début de saison est atteint, on va maintenant essayer de finir à la plus haute place possible. » Cette saison sera malheureusement endeuillée par la tragique disparition de Pierre Rousseau, 22 ans, gardien de but de l'équipe Première, dans un accident de la circulation, dans la nuit du 26 au 27 avril. Il joua son dernier match le jour du maintien en DRH, prenant un rôle très important dans celui-ci en arrêtant un penalty et en gagnant ses duels avec les attaquants adverses. La saison avait été éclairée par un beau parcours en coupe de France, jusqu'au 6e tour et l'élimination 0-1 face aux Sables d'Olonne (CFA) à Léo-Lagrange.
Depuis 2008-2009, avec l'ex-pro nantais Anthony Martins comme entraîneur, le Stade Nazairien s'est maintenu en DHR et est monté en DRS en 2009-2010. En 2010-11, l'ambition était de remonter en DH et le Stade Nazairien se livra à s'être livré à une course. Classés troisième à la fin, les Nazairiens ont prouvé l'étendue de leur potentiel en étant les seuls à prendre huit points contre l'ES Bouchemaine, le champion. Mais le promu nazairien a parfois manqué d'humilité et de constance, ce qui le priva d'une deuxième montée en deux saisons. Tous espèrent maintenant à Saint-Nazaire que 2011-12 sera la saison du retour en DH. La rénovation des vétustes installations (vestiaires et tribunes) de Léo-Lagrange, partagées avec le club du SNOS, reste d'actualité puisqu'elle va débuter cette saison 2011-2012, après l'accueil du match international Bretagne v. Guinée Équatoriale du 2 juin 2011.

### 2014: Création du Saint-Nazaire AF et montée en National 3
Le Stade Nazairien fusionne avec le Saint-Nazaire OS pour donner naissance au Saint-Nazaire Atlantique Football (SNAF).
Le 25 mai 2014, le club nazairien remonte en Division d'Honneur après son nul face à la réserve de l'USSA Vertou.
À la suite du changement de direction, le choix est fait de développer le pole senior. Le club, après un démarrage plutôt moyen, réussit la montée en National 3 au printemps 2018 où il évolue actuellement. En septembre 2018, le Snaf effectue un début de saison idéal et devient leader.

## Bilan par saison
| Saison    | Div. | Clas. | Pts | M.J. | Vic. | Nuls | Déf. | B.P. | B.C. | D.B. | Bilan                             | Coupe de France |
| 1950-1951 | DH   | 4e    | 27  | 22   | 11   | 5    | 6    | 60   | 31   | +29  | Maintenu (Groupe B)               | |
| 1951-1952 | DH   | 2e    | 29  | 22   | 11   | 7    | 4    | 52   | 31   | +21  | Maintenu                          | |
| 1952-1953 | DH   | 3e    | 24  | 22   | 10   | 4    | 8    | 38   | 36   | +2   | Maintenu                          | |
| 1953-1954 | DH   | 2e    | 34  | 24   | 14   | 6    | 4    | 61   | 24   | +37  | Maintenu                          | |
| 1954-1955 | DH   | 1e    | 33  | 22   | 14   | 5    | 3    | 61   | 32   | +29  | Promu en CFA Ouest                | |
| 1955-1956 | CFA  | 8e    | 20  | 24   | 8    | 4    | 12   | 36   | 37   | -1   | Maintenu                          | |
| 1956-1957 | CFA  | 10e   | 19  | 22   | 8    | 3    | 11   | 23   | 34   | -11  | Relégué                           | |
| 1957-1958 | DH   | 13e   | 16  | 26   | 5    | 6    | 15   | 25   | 58   | -33  | Relégué                           | |
| 1958-1959 | DSR  |       |     |      |      |      |      |      |      |      |                                   | |
| 1959-1960 | DSR  |       |     |      |      |      |      |      |      |      |                                   | |
| 1960-1961 | DSR  |       |     |      |      |      |      |      |      |      |                                   | 4e t. STN 1-3 Laval |
| 1961-1962 | DSR  |       |     |      |      |      |      |      |      |      |                                   | 4e t. Véloce Vannes 2-4 STN, 5e t. STN 1-4 La Rochelle |
| 1962-1963 | DSR  |       |     |      |      |      |      |      |      |      |                                   | |
| 1963-1964 | DH   | 11e   | 22  | 26   | 8    | 6    | 12   | 33   | 40   | -7   | Maintenu                          | |
| 1964-1965 | DH   | 14e   | 11  | 26   | 4    | 3    | 19   | 26   | 49   | -23  | Relégué                           | |
| 1965-1966 | DSR  | 1e    | -   | -    | -    | -    | -    | -    | -    | -    | Promu                             | |
| 1966-1967 | DH   | 12e   | 14  | 22   | 6    | 2    | 14   | 26   | 42   | -16  | Relégué / Admis DH Atlantique     | |
| 1967-1968 | DH   | 8e    | 18  | 22   | 5    | 8    | 9    | 23   | 36   | -13  | Maintenu                          | |
| 1968-1969 | DH   | 8e    | 21  | 22   | 7    | 7    | 8    | 29   | 25   | +4   | Maintenu                          | |
| 1969-1970 | DH   | 7e    | 20  | 22   | 9    | 2    | 11   | 38   | 41   | -3   | Maintenu                          | |
| 1970-1971 | DH   | 5e    | 22  | 22   | 9    | 5    | 8    | 40   | 23   | +17  | Maintenu                          | |
| 1971-1972 | DH   | 2e    | -   | -    | -    | -    | -    | -    | -    | -    | Maintenu                          | |
| 1972-1973 | DH   | 2e    | 30  | 22   | 13   | 4    | 5    | 37   | 26   | +11  | Maintenu                          | |
| 1973-1974 | DH   | 2e    | 52  | 26   | -    | -    | -    | -    | -    | -    | Maintenu                          | |
| 1974-1975 | DH   | 1er   | 68  | 26   | 18   | 6    | 2    | 60   | 26   | +34  | Promu Division 3 Ouest            | |
| 1975-1976 | D3   | 14e   | 23  | 30   | 8    | 7    | 15   | 30   | 44   | -14  | Repêché                           | 5e t. FC Yonnais 4-1 STN |
| 1976-1977 | D3   | 15e   | 18  | 30   | 5    | 8    | 17   | 33   | 60   | -27  | Relégué                           | 6e t. STN 3-1 St-Brévin, 7e t. STN 1-2 Fontainebleau |
| 1977-1978 | DH   | 3e    | 61  | 26   | 15   | 5    | 6    | 44   | 19   | +25  | Promu                             | 2e t. STN 6-0 La Tessoualle, 3e t. STN 3-2 St-Pierre-Montlimart (a.p.), 4e t. STN 4-2 Murs-Erigné, 5e t. STN 2-1 AEP Bourg, 6e t. Le Croisic 2-3 STN (a.p.), 7e t. STN 0-1 Guingamp |
| 1978-1979 | D4   | 3e    | 31  | 26   | 9    | 13   | 4    | 37   | 24   | +13  | Maintenu                          | |
| 1979-1980 | D4   | 11e   | 23  | 26   | 8    | 7    | 11   | 32   | 37   | -5   | Maintenu                          | 6e t. STN 1-7 Véloce Vannes |
| 1980-1981 | D4   | 7e    | 29  | 28   | 7    | 15   | 6    | 17   | 18   | -1   | Maintenu                          | 4e t. STN 1-0 Nozay, 5e t. STN 1-0 Les Herbiers, 6e t. UCK Vannes 1-0 STN |
| 1981-1982 | D4   | 11e   | 21  | 26   | 6    | 9    | 11   | 19   | 26   | -7   | Maintenu                          | 3e t. STN 3-0 Nozay, 4e t. STN 2-1 St-Gilles CDV, 5e t. STN 3-0 St-Jean-de-Monts |
| 1982-1983 | D4   | 12e   | 21  | 26   | 7    | 7    | 12   | 22   | 39   | -17  | Relégué                           | 4e t. STN 3-1 St-Jean-de-Monts |
| 1983-1984 | DH   | 8e    | 51  | 26   | 9    | 7    | 10   | 48   | 36   | +12  | Maintenu                          | |
| 1984-1985 | DH   | 14e   | 39  | 26   | 4    | 5    | 17   | 35   | 66   | -31  | Relégué                           | 3e t. STN 3-1 Blain |
| 1985-1986 | DSR  |       |     |      |      |      |      |      |      |      |                                   | 4e t. STN 5-0 Pontchâteau, 5e t. Montaigu 1-0 STN |
| 1986-1987 | DSR  | 1er   |     |      |      |      |      |      |      |      | Promu                             | 6e t. Les Brouzils 1-2 STN, 7e t. STN 1-3 Quimper (a.p.) |
| 1987-1988 | DH   | 6e    | 53  | 26   | 11   | 5    | 10   | 38   | 33   | +5   | Maintenu                          | 5e t. STN 3-0 ESSP Cholet, 6e t. Montaigu 0-2 STN, 7e t. STN 0-2 Lorient (a.p.) |
| 1988-1989 | DH   | 8e    | 51  | 26   | 8    | 9    | 9    | 28   | 34   | -6   | Maintenu (rétrogradation admin.)  | 6e t. STN 2-1 Le Poiré, 7e t. Cholet 1-0 STN |
| 1989-1990 | DSR  |       |     |      |      |      |      |      |      |      |                                   | |
| 1990-1991 |      |       |     |      |      |      |      |      |      |      |                                   | |
| 1991-1992 | DSR  |       |     |      |      |      |      |      |      |      |                                   | 6e t. ASPTT Nantes 0-0 STN (ASPTT, t.a.b.) |
| 1992-1993 | DSR  |       |     |      |      |      |      |      |      |      |                                   | |
| 1993-1994 | DSR  | 1er   |     |      |      |      |      |      |      |      | Promu                             | 6e t. STN 1-9 Luçon |
| 1994-1995 | DH   | 6e    | 53  | 26   | 11   | 5    | 10   | 36   | 39   | -3   | Maintenu                          | |
| 1995-1996 | DH   | 12e   | 55  | 26   | 8    | 5    | 13   | 21   | 35   | -14  | Relégué                           | |
| 1996-1997 | DSR  |       |     |      |      |      |      |      |      |      |                                   | |
| 1997-1998 |      |       |     |      |      |      |      |      |      |      |                                   | |
| 1998-1999 |      |       |     |      |      |      |      |      |      |      |                                   | |
| 1999-2000 | DSR  | 11e   |     |      |      |      |      |      |      |      |                                   | |
| 2000-2001 | DHR  | 3e    |     |      |      |      |      |      |      |      |                                   | |
| 2001-2002 | DHR  | 2e    |     |      |      |      |      |      |      |      | Promu                             | |
| 2002-2003 | DSR  | 3e    |     |      |      |      |      |      |      |      | Maintenu                          | |
| 2003-2004 | DSR  | 6e    |     |      |      |      |      |      |      |      | Maintenu                          | |
| 2004-2005 | DSR  | 6e    |     |      |      |      |      |      |      |      | Maintenu                          | |
| 2005-2006 | DSR  | 1er   |     |      |      |      |      |      |      |      | Promu                             | |
| 2006-2007 | DH   | 14e   | 46  | 26   | 5    | 5    | 16   | 29   | 56   | -27  | Relégué (+ rétrogradation admin.) | |
| 2007-2008 | DRH  | 5e    | 50  | 22   | 8    | 4    | 10   | 34   | 32   | +2   | Maintenu                          | 6e t. STN 0-1 Les Sables |
| 2008-2009 | DRH  | 3e    | 58  | 22   | 10   | 6    | 6    | 32   | 21   | +11  | Maintenu                          | 2e t. Batz 0-3 STN (a.p.), 3e t. Couëron 0-1 STN, 4e t. STN 2-3 Montaigu |
| 2009-2010 | DRH  | 6e    | 53  | 22   | 9    | 4    | 9    | 33   | 35   | -2   | Maintenu                          | |
| 2010-2011 | DSR  | 5e    | 55  | 22   | 10   | 4    | 8    | 35   | 30   | +5   | Maintenu                          | |
| 2013-2014 | DSR  | 1er   | 66  | 22   | 13   | 6    | 3    | 51   | 26   | +25  | Promu                             | |
| 2014-2015 | DH   | 5e    | 61  | 26   | 10   | 5    | 11   | 37   | 42   | -5   | Maintenu                          | |
| 2015-2016 | DH   | 4e    | 68  | 26   | 12   | 6    | 8    | 35   | 28   | +7   | Maintenu                          | |
| 2016-2017 | DH   | 8e    | 57  | 26   | 9    | 4    | 13   | 37   | 42   | -5   | Maintenu                          | |
| 2017-2018 | R1   | 1er   | 51  | 26   | 14   | 9    | 3    | 44   | 20   | +24  | Promu                             | |
| 2018-2019 | N3   | 5e    | 38  | 26   | 11   | 5    | 10   | 31   | 28   | +3   | Rétrogradé                        | |
| 2019-2020 | R1   | 3e    | 25  | 14   | 8    | 1    | 5    | 30   | 15   | +15  | Maintenu                          | |
| 2020-2021 | R1   |       |     |      |      |      |      |      |      |      |                                   | |
| 2021-2022 | R1   | 1er   | 54  | 24   | 17   | 3    | 4    | 45   | 13   | +32  | Promu                             | |
| 2022-2023 | N3   | 8e    | 37  | 26   | 9    | 10   | 7    | 31   | 37   | -6   | Maintenu                          | |
| 2023-2024 | N3   | 12e   | 22  | 26   | 5    | 7    | 14   | 25   | 54   | -29  | Rétrogradé                        | |
| 2024-2025 | R1   | 3e    | 36  | 22   | 10   | 6    | 6    | 47   | 37   | 10   | Maintenu                          | |
| 2025-2026 |      |       |     |      |      |      |      |      |      |      |                                   | |

## Effectifs en3edivision nationale (Groupe Ouest)
- 1975-76

Entraîneur : Patrice Mayet.

Gardiens : Castel, Margot, Leblais.

Défenseurs : Cristel, Huet, Assou, Fievet, Le Roux, Quintin, Payen, Girard, De Michele.

Milieux : Prou, Hemon, Faubert, Pluchon, Leray.

Attaquants : Hadjadj, Weber, Trillon, Belliot.
- 1976-77

Entraîneur : Patrice Mayet puis Edmond Le Maître.

Gardiens : Eon, Douet, Margot, Bloyet.

Défenseurs : E. Bargas, De Michele, Fievet, Fillaud, Huet, Le Roux, Faubert, Ichoua, Sieniski.

Milieux : Jeannotin, Pluchon, Leray, Pedron, Watteau.

Attaquants : Belliot, Weber, Hussic, Sabatier, Tandoué.

## Grands noms du passé

### Joueurs
| - Yves Audigane - Eduardo Bargas - Christian Belliot - Bernard Blanchet - André Castel | - Gabriel De Michele - François Denis - Robert Devis - Daniel Eon - Roger Fievet | - Krzysztof Frankowski - David Garcion - Saïd "Albert" Guessoum - Jean-Marc Guillou - Jean-Pierre Hemon | - Tony Heurtebis - Jean-Louis Kergoat - Alain Lachèze - Cyril L'Helgouach - Christophe Lollichon | - Jean Louradour - Stéphane Mahé - Bruno Pabois - Joël Prou - Michel Watteau | - Patrick Weber - Gérard Le Mintec |

### Entraîneurs
- 19??-19?? :  Saïd "Albert" Guessoum
- 1969-1975 :  Maurice Blondel
- 1975-mars 1977 : Patrice Mayet
- Mars 1977-mai 1977 :  Edmond Le Maître
- 1985-1987 :  Bernard Blanchet
- 2003-2007 :  Stéphane Mahé
- 2007-2008 :  Christophe Guyader
- 2008-2009 :  Anthony Martins
- 2012-2013 :  Stéphane Mahé
- 2014-2017 :  Arnaud Biguet
- 2017-2019 :  Daniel Bréard
- 2019-2022 :  Renaud Le Quilliec
- 2022-2023 :  Lionel Duarte
- 2023-...:  Pierre Talmont

### Présidents
| - Jean-Claude Bichard jean yves Robin - Dominique Fillaud - Serge Huet - Maurice Leac - Philippe Lamboul | - Yves-Jean Le Leslé - M. Passard - Stéphane OUARY |

### Les sélectionnés en Sélection de laLigue de l'Ouest
| - Michel Baron (1951-52) - Henri David (1948-49) - Robert Devis (1956-58) - Lucien Kermanac'h (1953-54) - Gérard Le Mintec (1950-57) | - Jean Louradour (1950-51) - Eugène Niger (1951-52) - Robert Perraud (1953-54) - Jacques Tapol (1946-47) - Emile Tauron (1951-55) | - André Touze (1948-54) - Jacky Urseau (1958-59) |

## Historique du logo

Ancien logo du Stade nazairien